# Durand de Bredon
Pour les articles homonymes, voir Durand.
Ne doit pas être confondu avec Durand (évêque d'Auvergne).
Durand de Bredon (ou de Bredons ou d'Henry) était un moine bénédictin de l'abbaye de Cluny qui fut Abbé de l’abbaye de Moissac puis évêque de Toulouse entre 1059 et 1070. Il est mort en 1071.

## Biographie
Originaire d'Auvergne, et plus précisément du Carladès, il était le fils d'Henry, seigneur de Bredons, dans la vicomté de Murat. On lui connaît deux frères : Bernard, qui succède à son père comme seigneur de Bredons, et Étienne d'Henry.
Durand de Bredon fut tout d'abord moine de l’abbaye de Cluny ; Odilon de Mercœur en était alors l'abbé, et ce dernier désigna en 1048 Bredon pour diriger le monastère de Moissac, qui sera désormais affilié à l’ordre de Cluny. Durand de Bredon fut consacré abbé de Moissac par l'évêque de Cahors, Bernard III de Castelnau de Gramat. Il est enterré à Moissac où son épitaphe est visible dans l'abbatiale. En 1938, on a découvert un caveau près du maître-autel, qui pourrait être son tombeau. 
Il a été déclaré saint un peu après sa mort. 
Selon l'hagiographe Gilon, il avait l'habitude de trop parler et plaisanter. Après sa mort, il apparut avec la bouche écumante à Hugues de Cluny, qui ordonna sept jours de silence et de prière à ses frères pour assurer son salut.
Son nom a été donné à la place sur laquelle se trouve l’abbaye Saint-Pierre de Moissac.